# Synagoge (Wachenheim an der Weinstraße)
Die Synagoge in Wachenheim an der Weinstraße (ehemals Wachenheim an der Haardt) im rheinland-pfälzischen Landkreis Bad Dürkheim wurde Anfang des 19. Jahrhunderts in der Bleichstraße 5 errichtet. 1939 wurde sie an einen Privatmann verkauft und zu einem noch heute genutzten Wohnhaus umgebaut.

## Geschichte
Bis 1812 nutzten die jüdischen Einwohner einen Betsaal in einem Privathaus. Anfang des 19. Jahrhunderts (das genaue Baujahr des Gebäudes ist unbekannt) errichtete die jüdische Gemeinde eine Synagoge in der Bleichstraße 5. 1835 wurde die Mikwe erneuert. Aufgrund der stark zurückgegangenen Zahl der Gemeindemitglieder wurde die Synagoge zum Zeitpunkt der Novemberpogromen 1938 nicht mehr genutzt. Dieser Umstand führte wohl dazu, dass die Synagoge nicht zerstört wurde. 1939 bot die Kultusgemeinde der politischen Gemeinde das Gebäude für 3600 RM zum Kauf an. Dieser war der Kaufpreis, auch hinsichtlich des baulichen Zustandes des Gebäudes, zu hoch. Nachdem der Kaufpreis auf 2000 RM gesenkt worden war, erwarb ein Privatmann das Gebäude. Dieser baute das Gebäude zu einem noch heute genutzten Wohnhaus um. Die von ihm in der ehemaligen Synagoge aufgefundenen Torarollen und Kultgegenstände wurden von ihm und anderen Einwohner Wachenheims bis nach dem Zweiten Weltkrieg verwahrt und dann an die Jüdische Kultusgemeinde der Rheinpfalz übergeben.

## Gebäude
Über die Architektur der Synagoge sind heute fast keine Angaben mehr vorhanden. Es handelte sich um einen zweigeschossigen Putzbau mit Satteldach. Eine Giebelwand war in Fachwerkbauweise ausgeführt. Im Keller befand sich die Mikwe. Die Lehrerwohnung befand sich im Erdgeschoss und der Betsaal im Obergeschoss. Über der Eingangstür befand sich eine hebräische Inschrift, die im Zuge der Umbauten entfernt wurde. Im heutigen Wohnhaus sind nur noch die Grundmauern der ehemaligen Synagoge erhalten.

## Jüdische Gemeinde Wachenheim an der Weinstraße
Die Jüdische Gemeinde Wachenheim bestand vom 16. Jahrhundert bis 1940. Die Gemeinde gehörte zum Bezirksrabbinat Frankenthal.